# شیر مادر

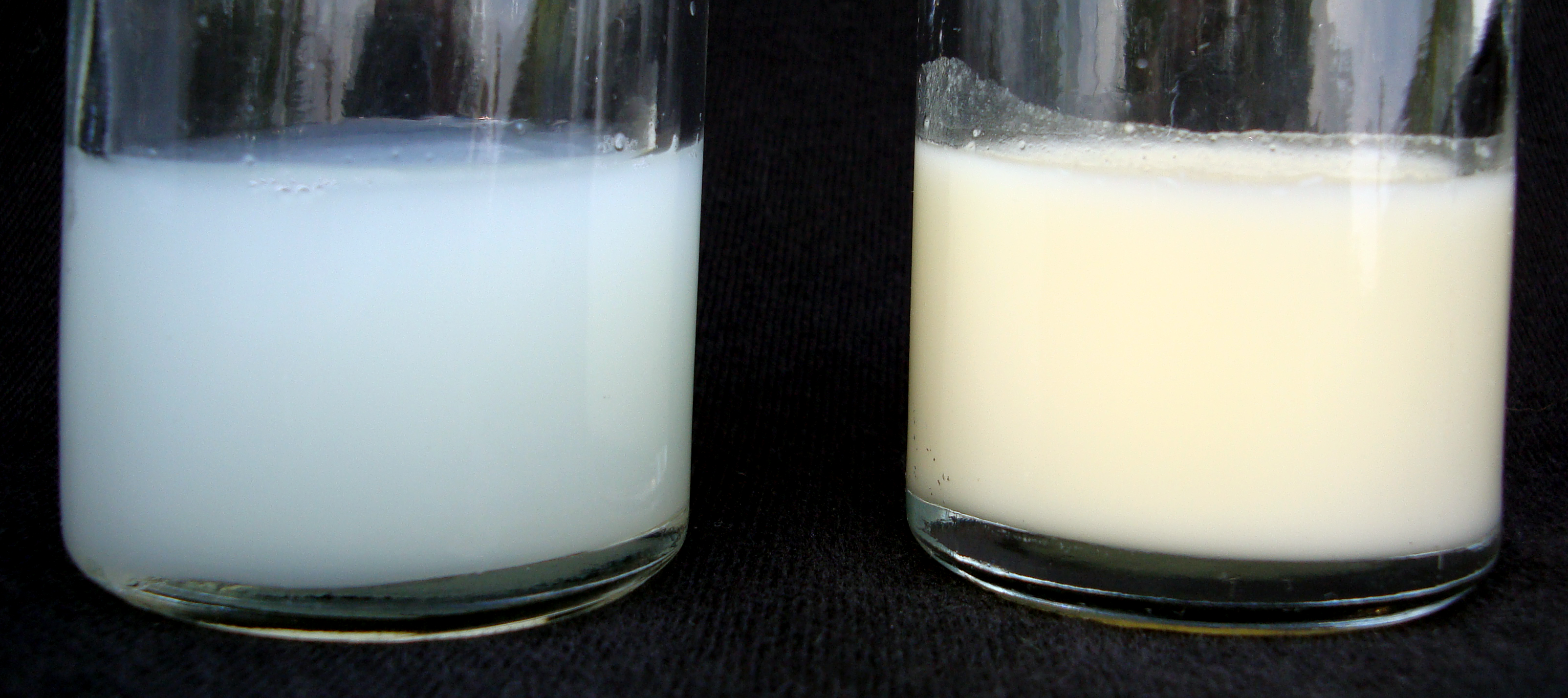
باور رایج مبنی بر تفاوت ارزش غذایی شیر مادر در ابتدا و انتهای هر وعده و تقسیم آن به پیش‌وعده (چپ، شیر آبکی که از پستان پُر می‌آید) و وعده اصلی (راست، شیر خامه‌ای که از یک پستان تقریباً خالی می‌آید) درست نیست.

شیر مادر، شیری است که از پستان جنس مؤنث انسان برای فرزندش به‌دست می‌آید. شیر خوراک نخستین نوزاد تازه به دنیا آمدهٔ انسان است پیش از آنکه بتواند مواد خوراکی دیگر را بخورد یا هضم کند نوزاد کمی که بزرگتر شد ممکن است یا به خوردن شیر به صورت مستقل ادامه دهد یا آن را در ترکیبی با خوراکی‌های دیگر بخورد.

## سودها

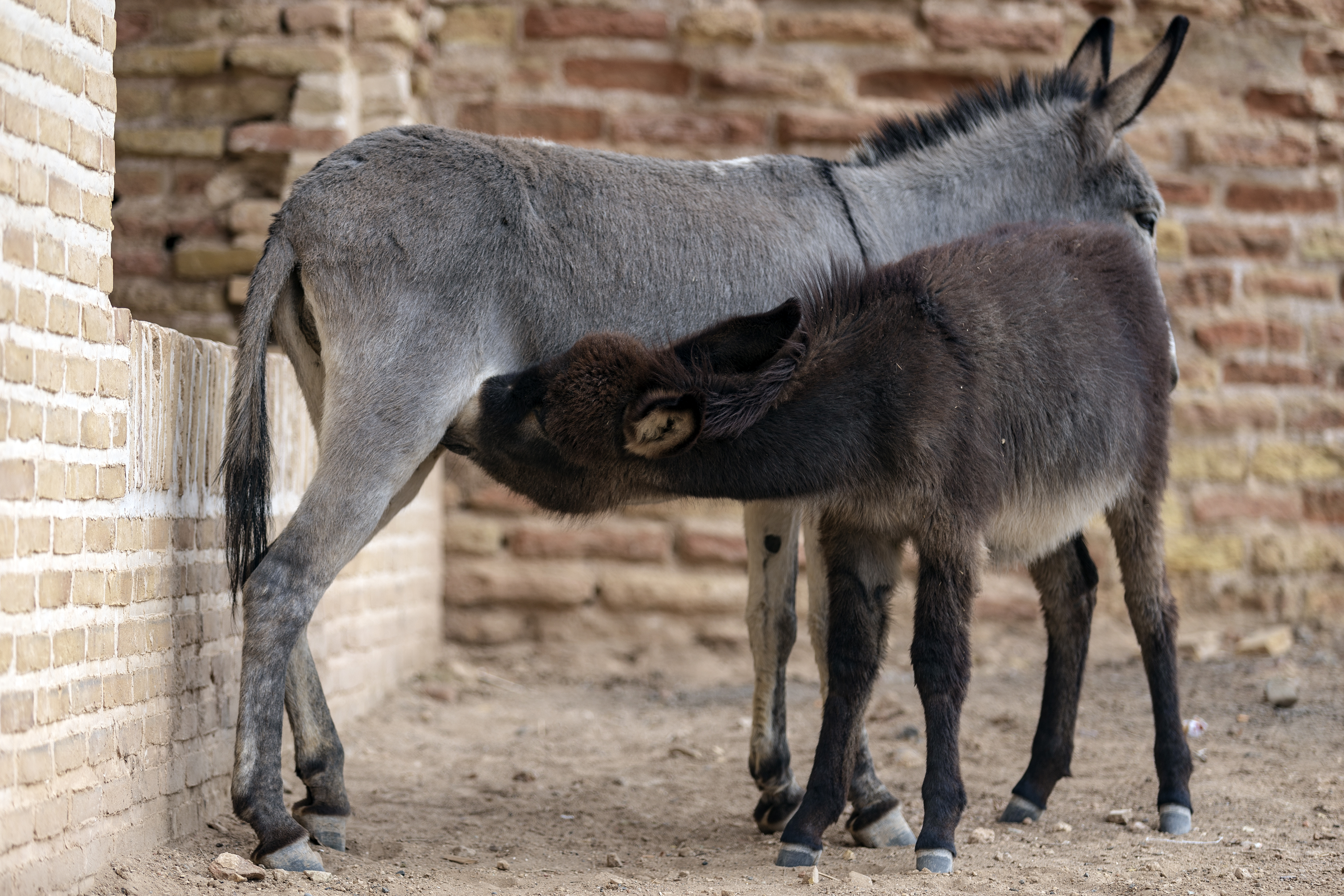
کره یک الاغ در حال خوردن شیر مادر

شیردهی به نوزاد می‌تواند از سوی مادر خودش باشد که در این صورت، این معمول‌ترین روش شیردهی خواهد بود، البته ممکن است مادر به صورت مستقیم شیر ندهد بلکه توسط شیردوش، شیر را از بدن بگیرد سپس آن را به کمک شیشه شیر، فنجان، قاشق یا دیگر ابزارهای شیردهی به نوزاد دهد. شیر ممکن متعلق به زنی غیر از مادر نوزاد باشد که ممکن است این شیر از انبار شیر فراهم شده باشد یا زنی غیر از مادر نوزاد مستقیم به او شیر دهد. این حالت در گذشته نیز وجود داشته که در این صورت به این زن، دایه گفته می‌شد. کارشناسان فنلاندی در پژوهش‌های خود دریافتند که اولین منبع پروبیوتیک شیر مادر است که باعث ازبین رفتن باکتری‌های بیماری‌زا شده و تأثیر سلامت بخش دارد.
سازمان بهداشت جهانی توصیه می‌کند که در شش ماه نخست، نوزاد تنها از شیر مادر بخورد که البته اگر آمادگی آن دیده شد کم‌کم مواد جامد هم افزوده شود. تا سن دو سالگی توصیه می‌شود به عنوان یک خوراک تکمیلی به نوزاد شیر داده شود اما برای بیش از دو سال شیردهی به تمایل نوزاد و مادر بستگی دارد. شیردهی برای مادر و نوزاد، سودمند است و اثر مثبت آن حتی در دوران کودکی هم دیده می‌شود. برای نمونه می‌توان به کاهش خطر سندروم مرگ ناگهانی نوزاد، افزایش هوش، تاحدی کاهش عفونت گوش میانی، مقاومت در برابر سرماخوردگی و آنفلوانزا، اندک کاهش در خطر سرطان خون کودکی، کاهش خطر بیماری قند نوزادی، داشتن دندان‌هایی بهتر، کاهش خطر چاقی در آینده، کاهش خطر درخودماندگی کاهش خطر گرفتاری در آسم و اگزما، کاهش در خطر گرفتاری ناهنجاری‌های روحی به ویژه در بچه‌هایی که به فرزندی پذیرفته می‌شوند.
شیر مادر، به محض تولد نوزاد، در غده‌های شیری تولید می‌شود. این شیر از مولکول‌هایی تشکیل شده که توسط بدن مادر تولید می‌شوند و طبیعتاً با شیرهای پاستوریزه که منشأ حیوانی دارند متفاوت است. شیر مادر حاوی ترکیب بی نظیری از انواع ویتامین‌ها، پروتئین‌ها، چربی، آنتی‌بادی‌ها و مواد دفاعی دیگری می‌باشد که هم نیاز نوزاد به یک غذای کامل را برطرف می‌کند و هم نوزاد را برای مقابله با ویروس‌ها، باکتری‌ها و عوامل بیماری‌زای دیگر مقاوم می‌سازد. اما خواص بی نظیر شیر مادر به همین‌جا ختم نمی‌شود. در نوزادانی که حداقل تا ۶ ماهگی از شیر مادر تغذیه شده‌اند، احتمال بروز انواع حساسیت‌ها، عفونت گوش، اسهال و بیماری‌های تنفسی مانند آسم به مقدار زیادی کاهش پیدا می‌کند. همچنین در اکثر موارد، نوزادانی که از شیر مادر تغذیه می‌کنند در آینده از هوش بالاتری برخوردار هستند. هضم شیر مادر برای نوزاد آسان‌تر از شیرهای پاستوریزه می‌باشد و همچنین شیر دادن مادر به نوزاد، باعث ایجاد حس آرامش و امنیت در نوزاد می‌شود که هم می‌تواند به هضم شیر کمک کند و هم در دراز مدت تأثیرات مثبتی برای کودک داشته باشد.
به نظر پژوهشگران از دیگر مزایایی شیر مادر این است که تغذیه با آن به مقاومت کودک در برابر آلودگی هوا کمک می‌کند.

## ماندگاری
شیر مادر می‌تواند برای استفاده تا مدتی نگهداری شود. مدت ماندگاری بسته به محل نگهداری و دمای آن متفاوت است:
- در اتاق با دمای ۲۵ درجه سانتیگراد: ۶ تا ۸ ساعت
- در کیف عایق حرارتی با بسته یخ: تا ۲۴ ساعت
- در یخچال با دمای ۴ درجه سانتیگراد: تا ۵ روز
- در جایخی (در داخل یخچال) با دمای ۱۵- درجه سانتیگراد: تا ۲ هفته
- در فریزر (مجزا از یخچال): با دمای ۱۸- درجه سانتیگراد: ۳ تا ۶ ماه
- در فریزر با دمای ۲۰- درجه سانتیگراد: ۶ ماه تا ۱ سال

## زردی شیر مادر
زردی شیرمادر، به نوعی بالا رفتن بیلی‌روبین غیر کونژوگه در نوزادان گفته می‌شود که در هفته اول یا دوم زندگی اتفاق می‌افتد و میزان بیلی‌روبین در آن به ندرت بیش از ۲۰ میلی‌گرم بر دسی‌لیتر می‌شود. یکی دو روز دادن شیرخشک به نوزاد باعث افت سریع میزان بیلی‌روبین می‌شود و هنگامی هم که دوباره شیر مادر به نوزاد داده شود، میزان بیلی‌روبین دیگر بالا نخواهد رفت. شیر مادر ممکن است حاوی نوعی عامل جلوگیری‌کننده از کونژوگه شدن بیلی‌روبین باشد یا چرخه روده‌ای - کبدی بیلی‌روبین را تشدید کند.
دو نوع زردی شیر مادر تعریف شده است: نوع اول یا زودرس (به انگلیسی: Breast feeding jaundice)، در چند روز اول به دلیل کم شیر خوردن نوزاد یا درست شیر ندادن مادر رخ می‌دهد و از روز دوم شروع می‌شود و تا روز پنجم طول می‌کشد. زردی خیلی شدید نیست و افت وزن نوزاد در ده روز اول بیش از ۱۰٪ وزن تولد است. درمان این اختلال، تغذیه مکرر با شیر مادر و اجتناب از دادن آب قند و مانند آن است تا چرخه روده‌ای - کبدی کاهش یابد و بیلی‌روبین دفع شود.
زردی نوع دیررس (به انگلیسی: Breast milk jaundice)به دلیل وجود مهارکننده گلوکورونید از در شیر مادر و مهار گلوکورونیله شدن بیلی‌روبین است. این نوع از روز پنج تا هفت آغاز می‌شود و بیلی‌روبین به ندرت به بالای ۲۰ میلی‌گرم بر دسی‌لیتر می‌رسد. قطع شیرمادر به صورت موقت آزمون خوبی برای شناختن این اختلال است.